# 伊藤公人
伊藤 公人（いとう こうじん、1957年1月1日 - 2018年9月2日）は、元競輪選手。富山県滑川市出身。日本競輪学校第40期卒業。現役時は日本競輪選手会埼玉支部所属。師匠は高瀬秀宏。ホームバンクは大宮競輪場。
実子に競輪選手の伊藤慶太郎（埼玉・107期）がいる。

## 戦績
富山第一高等学校を卒業後、日本競輪学校に入学。デビューからは埼玉を本拠とし、初出走は1977年11月10日の地元・大宮で、初勝利も同レース。しかし上位クラスに上がるまでに多少時間がかかり、GI初出場を果たしたのはデビュー9年目となる1985年、立川での日本選手権競輪。しかもこの後、伊藤はしばらくGIの出場を果たせず、それどころかC型肝炎を患ったことで3年間ほど満足にレースにさえ出ることができなくなってしまい、S級はおろかA級も瞬く間に陥落。ついには当時存在した最下級のB級2班（B2）にまで落ち、引退勧告も迫られかねない状況となってしまった。

### 絶好調で迎えたダービー決勝
そんな伊藤であったが、1989年頃にレースに復帰するや圧倒的な強さを続け、その約2年後には何とS級復帰を果たしたばかりか、程なくしてS1にも上り詰めた。1991年には平塚競輪場の開設記念後節で優勝し、ふるさとダービー弥彦で久々のビッグレース出場を果たした後は、GIでも常連出場を果たすようになった。
さらに伊藤は1993年、立川競輪場で開催される日本選手権競輪への出場がかかったダービートライアルで好成績を収めた伊藤はこの大会において特選シード入りを果たし、本番でも絶好調の成績を収めることになる。初戦の特選で1着となり、これで勢いに乗った伊藤は続くゴールデンレーサー賞も勝った。さらに準決勝でも3着に入って決勝へと駒を進める。決勝では、三重の海田和裕の逃げ一車のメンバー構成となったことから、伊藤は海田の番手を狙う作戦に出た。そして伊藤と同じことを考えていた大分の大竹慎吾と、海田の後位を巡って激しい競り合いを演じた。結果的に双方失格となったものの、伊藤の闘志溢れるプレーに対し、逆に観客席から激励の声が飛んだ。
その後伊藤は岐阜競輪場で開催された1996年のオールスター競輪でも決勝へと進出（7着）。だがこれを境に次第にビッグレースにおいては成績が振るわなくなり、ついには翌年、S1から陥落。そして程なくしてA級陥落も喫するようになってしまった。

### 再度S1復帰へ
さすがに40歳を越えると体力低下も否めず、それでもA級では常時優勝争いを演じていた伊藤だが、なかなかS級昇進への壁は厚かった。しかし2004年6月23日に岸和田競輪場で開催されたレインボーカップファイナルの準決勝9レースにおいて3着に入り、同開催においては決勝へと進出を決めた時点でS級特進が決まったことから、47歳にしてS級復帰を果たすことになった。
しかしそれだけには留まらず、その後もS級で活躍を続け、ついに2007年前期（1月 - 6月）より丁度10年ぶりにS1に返り咲くことになった。さらに同年のふるさとダービー函館においては特選シード入りを果たし、また続く高知オールスター競輪も出場して1998年の高松宮記念杯競輪以来9年ぶりの特別競輪出場を果たした。
2008年の後期（7月 - 12月）まで引き続きS1に在籍していたが、2009年前期はS級2班に降格しており、S1の最高齢格付記録（当時）は途切れた。しかしながら、過去に大きなタイトルの優勝実績はないとはいえ、肉体を酷使する競輪の世界においては異例の高齢S級選手であったことから、ファンのみならず、関係者からも尊敬の念を持たれることになった。

### 晩年
その後A級3班に降格後の2015年3月から自己都合により1年2ヶ月ほど欠場したため競走得点不足となり、代謝制度による強制引退が確定する。斡旋の得られる期限が近づいた2016年5月より競走に復帰し、同年6月23日からの大宮競輪場でのFII開催を引退レースとして、同開催最終日の6月25日第4R・A級チャレンジ選抜戦での4着が最後の競走となった。レース後には大勢の関係者に囲まれたが、その際に引退の原因となった欠場の理由が肝臓がんの治療によるものだったことを明らかにした。
同年7月7日、選手登録消除。通算成績2588戦422勝。通算獲得賞金5億8121万6961円。
2017年4月には、バッハプラザ（テレ玉）に解説者として出演。
2018年9月2日午前、東京都内の病院で死去。61歳没。

## 主な記録
1983年より競輪の級別にS級が設けられて以来、S級1班（S1）が競輪選手として通常格付けの最上位ランキングとなったが、2007年に当時史上初となる50歳でのS1の座を手にし51歳364日まで維持した。加えて2006年9月1日、京都向日町競輪場で行われたS級決勝戦において優勝を果たしたが、当時のS級戦史上最年長優勝記録（49歳8ヶ月）であった。
なおS級の最高齢優勝とS級1班格付け最高齢記録は、共に萩原操が更新している。

## エピソード
- 2009年に放送された競輪のCM『9ways』で、2番車として「政治家」の設定で出演している。